# نورمان هاربر
نورمان هاربر (بالإنجليزية: Norman Harper)‏ هو كاتب العمود بريطاني، ولد في 7 سبتمبر 1957.